# Evelina Haverfield
Evelina Haverfield (9 de agosto de 1867-21 de marzo de 1920) fue una suffragette británica. En los inicios del siglo XX, trabajó junto a Emmeline Pankhurst en la organización para el sufragio de las mujeres militantes Unión Social y Política de las Mujeres. Durante la Primera Guerra Mundial trabajó como enfermera en Serbia. Después de la guerra,  regresó a Serbia con su pareja Vera Holme para instalar un orfanato en Bajina Bašta, una ciudad en el oeste del país.

## Trayectoria
Evelina nació el 9 de agosto de 1867 en el Castillo Inverlochy, Kingussie, Escocia. Fue la tercera de las cinco hijas y un hijo de William Frederick Scarlett, 3º Barón Abinger y su mujer Helen (Eileen) Magruder, de ascendencia estadounidense. Su niñez estuvo dividida entre Londres y el Castillo Inverlochy, de propiedad familiar. En 1880 asistió a la escuela en Düsseldorf, Alemania. El 10 de febrero de 1887, a la edad de 19 años, se casó con un agente de la Artillería Real, el Mayor Henry Wykeham Brooke Tunstall Haverfield, en Kensington, Londres, tras lo cual la pareja se mudó a Dorset. El matrimonio tuvo dos hijos: John Campbell Haverfield (nacido a finales de 1887) y Brook Tunstall Haverfield (nacido en 1889). Henry Haverfield murió ocho años más tarde, en 1897.
Haverfield disfrutó un estilo de vida poco común para la mayoría de las mujeres de su época, por ejemplo, montaba una bicicleta a la que llamó Pegasus. El ciclismo fue abrazado por las sufragistas como un vehículo para recibir 'aire fresco' y libertad. El sentido de liberación y movilidad dinámica del nuevo medio de transporte también fue aprovechado durante la Gran Guerra, cuándo la movilidad era considerada valiosa y podía ser instrumento de equidad.

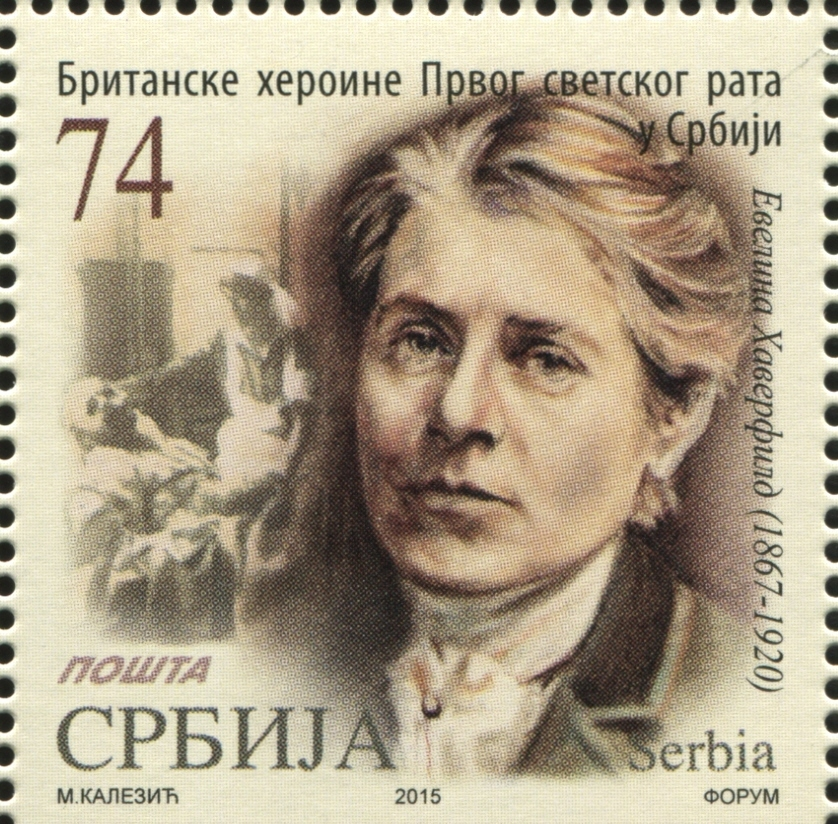
Haverfield En un sello de correos serbio de 2015 perteneciente a la serie "Heroínas británicas de la Primera Guerra mundial en Serbia".

Tras enviudar en 1897, en 1899 se casó de nuevo con el Mayor de la Artillería Real John Henry Balguy, más tarde un brigadier-general, y amigo de su difunto marido. Evelina mantuvo el apellido de su primer matrimonio (Haverfield), así como su casa en Sherborne. Durante la segunda guerra bóer, viajó a Sudáfrica por dos años para actuar como ayudante de su marido que había sido estacionado allí. Aparentemente, Evelina disfrutaba las dinámicas de la zona militar e incluso participaba en prácticas de tiro. Mientras estuvo allí, organizó un campamento para caballos retirados.

### Sufragismo

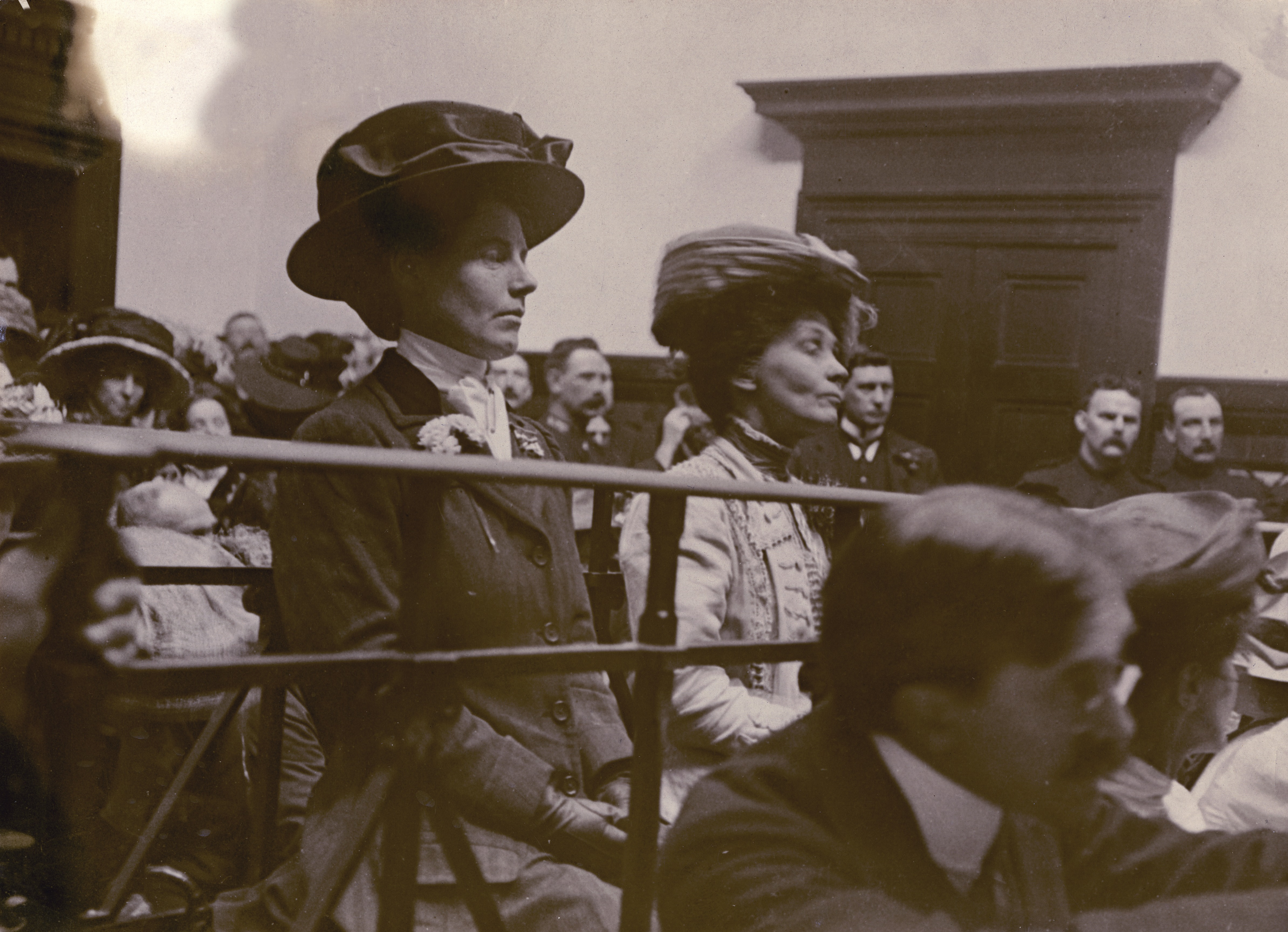
Evelina Haverfield y Emmeline Pankhurst en el tribunal (1909)

Haverfield empezó a interesarse en la política y se alineó primero con los grupos de suffragettes moderadas. Se unió a la National Union of Women's Suffrage Societies. En 1908 asistió a una conferencia en el Royal Albert Hall y empezó a apoyar a las suffragettes militantes, uniéndose a la Unión Social y Política de las Mujeres (WSPU). Con estas conexiones, Haverfield participó en numerosas protestas y fue arrestada varias veces por obstruir y asaltar a la policía.
En 1909 Haverfield participó en la Marcha de Derechos, donde miembros del WSPU, dirigidas por Emmeline Pankhurst, intentaron introducirse en la Cámara de los Comunes del Parlamento. Fueron bloqueadas por la policía y más de 100 mujeres fueron arrestadas, incluyendo Haverfield. Siguiendo una manifestación del WSPU en 1910, fue arrestada por asaltar a un agente policial después de pegarle en la boca. Según los cargos contra ella, también dijo "no fue lo bastante fuerte, la próxima vez traeré un revólver." En 1911 estuvo entre las 200 mujeres arrestadas en Londres por romper ventanas y dañar edificios del gobierno durante una protesta pública contra la Ley Manhood sobre el Sufragio. En 1911, Haverfield empezó una relación sentimental con otra suffragette, la actriz Vera "Jack" Holme, que duró hasta que Haverfield murió.

### Primera Guerra Mundial
Cuando se inició la Primera Guerra Mundial en 1914, Haverfield comenzó a tomar acciones respecto a cómo las mujeres podrían ayudar en el acontecimiento posible de una invasión del Reino Unido y fundó el cuerpo de Emergencia de las Mujeres. En 1915 se propuso como voluntaria para ir al extranjero con los Scottish Womens Hospitals, uniéndose a Elsie Inglis en Serbia. En 1916, fueron forzadas a dejar Serbia debido a la invasión alemana. Haverfield regresó a Inglaterra y dio entrevistas de prensa sobre la situación en Serbia. En agosto, viajó a petición de Inglis a Dobrudja en Rumanía. Con Flora Sandes fundó el "Fondo para Promover la Comodidad de los soldados y prisioneros serbios Honorable Evelina Haverfield y Mayor Flora Sandes".

### Tras la Guerra
Tras el fin de la guerra, Evelina centró su atención en los niños serbios huérfanos. Viajó de nuevo a Serbia con Vera Holme y ayudó a construir un centro de salud infantil en Bajina Basta, que sería posteriormente nombrado en su honor. Murió el 21 de marzo de 1920 de neumonía y sus restos descansan en el cementerio en Bajina Basta.